# Are You Experienced? (canción)
«Are You Experienced» es la canción principal del álbum debut de la banda (Are You Experienced) de blues-rock conformada por Jimi Hendrix, Mitch Mitchell y Noel Redding, The Jimi Hendrix Experience, incluyéndose como la pista final de dicho LP y siendo una de las composiciones más originales y revolucionarias de Hendrix.

## Composición

### Letra
Compuesta por Hendrix, las letras de la canción nos describen un viaje, no necesariamente de drogas ("Not necessarily stoned, but beautiful...") dónde Jimi se presenta como nuestro guía para que "unamos nuestras mentes" ("If you can just get your mind together" / "Then come on across to me" / "We'll hold hands and then we'll watch the sunrise" / "From the bottom of the sea") dejando ir nuestras vidas cotidianas.

### Estructura
Are You Experienced? tiene una fuerte influencia por la música de la India y contiene diversos efectos de estudio como la incorporación de cintas invertidas de guitarra y batería, tocada por Mitchell, guiadas por una nota de piano solitaria.

## Grabación
Producida como el resto del álbum por Chas Chandler y grabada el 3 de abril de 1967, en los Olympic Studios, último día de grabación del álbum, fue grabada junto a May This Be Love y Highway Chile, además de sobregrabaciones para Fire y Love or Confusion, se convirtió en una de las canciones más complicadas de grabar para la banda, especialmente en las partes en reversa de batería y guitarra, de la cual se tenía la idea de hacer un loop, que fue muy complicado, así que se grabó normalmente en 4 tomas.
Una toma instrumental sin sobregrabaciones se puede escuchar en West Coast Seattle Boy: The Jimi Hendrix Anthology.